# イシドロ・ペレス
イシドロ・ペレス（Isidro Pérez、1964年5月24日 - 2013年1月9日）は、メキシコのプロボクサー。元WBO世界フライ級王者。ゲレーロ州アカプルコ出身。

## 来歴
1979年2月15日、ペレスはプロデビューを果たし4回KO勝ちを収め白星でデビューを飾った。
1980年7月11日、ギルベルト・デ・ヘスースと対戦し初回KO勝ちを収めた。
1981年12月18日、ファン・マヌエル・リオスと対戦し12回判定勝ちを収めた。
1982年11月9日、アレハンドロ・フローレスと対戦し7回TKO勝ちを収めた。
1983年11月26日、アラン・デ・レオンと対戦し9回1分17秒TKO勝ちを収めた。
1984年7月27日、アマード・ウルスマと対戦し7回TKO勝ちを収めた。
1985年11月30日、ルイス・エンリケ・ケブ・バースと対戦し5回TKO勝ちを収めた。
1986年5月24日、メキシコライトフライ級王者ホルヘ・カノと対戦し12回判定勝ちを収め王座獲得に成功した。
1987年12月13日、WBC世界ライトフライ級王者張正九と対戦し12回0-3(113-117、113-115、113-114)の判定負けを喫し王座獲得に失敗した。
1989年10月21日、WBO世界ライトフライ級王者ホセ・デ・ヘススと対戦し12回0-3の判定負けを喫し王座獲得に失敗した。
1990年8月18日、エルビス・アルバレスの返上で空位となったWBO世界フライ級王座決定戦でアンヘル・ロサリオと対戦し12回50秒逆転TKO勝ちを収め王座獲得に成功した。
1990年11月3日、アーリ・ガルベスと対戦し12回3-0(2者が118-110、120-111)の判定勝ちを収め初防衛に成功した。
1991年8月10日、サンティアゴの Movistar Arena でアーリ・ガルベスと対戦し12回2-1(116-117、118-112、115-113)の判定勝ちを収め2度目の防衛に成功した。
1992年3月18日、グラスゴーのケルビン・ホールでパット・クリントンと対戦し12回1-2(113-115、114-115、116-113)の判定負けを喫し3度目の防衛に失敗し王座から陥落した。この試合の敗戦で1度目の引退を表明した。
1997年8月15日、アントニオ・オスカー・サラスと対戦し2回TKO負けを喫したのを最後に現役を引退した。
2013年1月9日、死去。48歳没。

## 獲得タイトル
- メキシコライトフライ級王座
- 第2代WBO世界フライ級王座（防衛2）